# Distrikt Guzmango
Der Distrikt Guzmango liegt in der Provinz Contumazá in der Region Cajamarca in Nordwest-Peru. Der Distrikt besitzt eine Fläche von 50,4 km². Beim Zensus 2017 wurden 2845 Einwohner gezählt. Im Jahr 1993 lag die Einwohnerzahl bei 2773, im Jahr 2007 bei 2944. Sitz der Distriktverwaltung ist die 2570 m hoch gelegene Ortschaft Guzmango mit 256 Einwohnern (Stand 2017). Guzmango befindet sich 10 km westsüdwestlich der Provinzhauptstadt Contumazá.

## Geographische Lage
Der Distrikt Guzmango liegt in der peruanischen Westkordillere zentral in der Provinz Contumazá. Ein bis zu 3700 m hoher Gebirgskamm verläuft in Ost-West-Richtung durch den Distrikt. Das Gebiet nördlich davon wird in Richtung Nordosten zum Río Contumaza, ein Nebenfluss des Río Jequetepeque, entwässert, während der Süden des Distrikts zum Einzugsgebiet des Río Chicama gehört.
Der Distrikt Guzmango grenzt im Westen an den Distrikt Cupisnique, im Nordwesten an den Distrikt Tantarica, im Nordosten an den Distrikt Santa Cruz de Toledo, im Südosten an den Distrikt Contumazá sowie im Süden an den Distrikt San Benito.

## Ortschaften
Im Distrikt gibt es neben dem Hauptort folgende größere Ortschaften:
- Las Tayas
- Totorillas